# Grand Prix de Patinação Artística no Gelo de 1998–99
O Grand Prix de Patinação Artística no Gelo de 1998–99 foi a quarta temporada do Grand Prix ISU, uma série de competições de patinação artística no gelo disputada na temporada 1998–99. São distribuídas medalhas em quatro disciplinas, individual masculino e individual feminino, duplas e dança no gelo. Os patinadores ganham pontos com base na sua posição em cada evento e os seis primeiros de cada disciplina são qualificados para competir na final do Grand Prix, realizada em São Petersburgo, Rússia.
A competição foi organizada pela União Internacional de Patinação (em inglês:  International Skating Union), a série Grand Prix começou em 29 de outubro de 1998 e continuaram até 14 março de 1999.

## Calendário
| #     | Evento                             | Localização                 | Data                                |
| ----- | ---------------------------------- | --------------------------- | ----------------------------------- |
| 1     | Skate America de 1998              | Detroit, MI, Estados Unidos | 29 de outubro–3 de novembro de 1998 |
| 2     | Skate Canada International de 1998 | Kamloops, BC, Canadá        | 5–8 de novembro de 1998             |
| 3     | Sparkassen Cup on Ice de 1998      | Gelsenkirchen, Alemanha     | 12–15 de novembro de 1998           |
| 4     | Trophée Lalique de 1998            | Paris, França               | 20–22 de novembro de 1998           |
| 5     | Cup of Russia de 1998              | Moscou, Rússia              | 26–28 de novembro de 1998           |
| 6     | NHK Trophy de 1998                 | Saporo, Japão               | 2–6 de dezembro de 1998             |
| Final | Final do Grand Prix de 1998–99     | São Petersburgo, Rússia     | 12–14 de março de 1999              |

## Medalhistas

### Skate America
| Evento                        | Ouro                                           | Prata                                    | Bronze                                           | Ref   |
| Individual masculino detalhes | Alexei Yagudin · Rússia                        | Michael Weiss · Estados Unidos           | Alexei Urmanov · Rússia                          | [ 1 ] |
| Individual feminino detalhes  | Maria Butyrskaya · Rússia                      | Elena Sokolova · Rússia                  | Angela Nikodinov · Estados Unidos                | [ 1 ] |
| Duplas detalhes               | Elena Berezhnaya · Anton Sikharulidze · Rússia | Kristy Sargeant · Kris Wirtz · Canadá    | Victoria Maksuta · Vladislav Zhovnirsky · Rússia | [ 1 ] |
| Dança no gelo detalhes        | Marina Anissina · Gwendal Peizerat · França    | Irina Lobacheva · Ilia Averbukh · Rússia | Barbara Fusar-Poli · Maurizio Margaglio · Itália | [ 1 ] |

### Skate Canada International
| Evento                        | Ouro                                      | Prata                                            | Bronze                                        | Ref   |
| Individual masculino detalhes | Evgeny Plushenko · Rússia                 | Elvis Stojko · Canadá                            | Szabolcs Vidrai · Hungria                     | [ 2 ] |
| Individual feminino detalhes  | Elena Liashenko · Ucrânia                 | Fumie Suguri · Japão                             | Irina Slutskaya · Rússia                      | [ 2 ] |
| Duplas detalhes               | Shen Xue · Zhao Hongbo · China            | Maria Petrova · Alexei Tikhonov · Rússia         | Jamie Salé · David Pelletier · Canadá         | [ 2 ] |
| Dança no gelo detalhes        | Shae-Lynn Bourne · Victor Kraatz · Canadá | Margarita Drobiazko · Povilas Vanagas · Lituânia | Sylwia Nowak · Sebastian Kolasiński · Polônia | [ 2 ] |

### Sparkassen Cup on Ice
| Evento                        | Ouro                                         | Prata                                     | Bronze                                               | Ref   |
| Individual masculino detalhes | Alexei Yagudin · Rússia                      | Alexander Abt · Rússia                    | Andrejs Vlascenko · Alemanha                         | [ 3 ] |
| Individual feminino detalhes  | Elena Sokolova · Rússia                      | Yulia Lavrenchuk · Ucrânia                | Maria Butyrskaya · Rússia                            | [ 3 ] |
| Duplas detalhes               | Maria Petrova · Alexei Tikhonov · Rússia     | Peggy Schwarz · Mirko Müller · Alemanha   | Tiffany Stiegler · Johnnie Stiegler · Estados Unidos | [ 3 ] |
| Dança no gelo detalhes        | Anjelika Krylova · Oleg Ovsyannikov · Rússia | Shae-Lynn Bourne · Viktor Kraatz · Canadá | Kati Winkler · René Lohse · Alemanha                 | [ 3 ] |

### Trophée Lalique
| Evento                        | Ouro                                        | Prata                                           | Bronze                                           | Ref   |
| Individual masculino detalhes | Alexei Yagudin · Rússia                     | Michael Weiss · Estados Unidos                  | Emmanuel Sandhu · Canadá                         | [ 4 ] |
| Individual feminino detalhes  | Maria Butyrskaya · Rússia                   | Nicole Bobek · Estados Unidos                   | Vanessa Gusmeroli · França                       | [ 4 ] |
| Duplas detalhes               | Sarah Abitbol · Stéphane Bernadis · França  | Kyoko Ina · John Zimmerman · Estados Unidos     | Marina Eltsova · Andrei Bushkov · Rússia         | [ 4 ] |
| Dança no gelo detalhes        | Marina Anissina · Gwendal Peizerat · França | Barbara Fusar-Poli · Maurizio Margagli · Itália | Margarita Drobiazko · Povilas Vanagas · Lituânia | [ 4 ] |

### Cup of Russia
| Evento                        | Ouro                                           | Prata                                    | Bronze                                      | Ref   |
| Individual masculino detalhes | Alexei Urmanov · Rússia                        | Evgeny Plushenko · Rússia                | Alexander Abt · Rússia                      | [ 5 ] |
| Individual feminino detalhes  | Elena Sokolova · Rússia                        | Julia Soldatova · Rússia                 | Irina Slutskaya · Rússia                    | [ 5 ] |
| Duplas detalhes               | Elena Berezhnaya · Anton Sikharulidze · Rússia | Shen Xue · Zhao Hongbo · China           | Kyoko Ina · John Zimmerman · Estados Unidos | [ 5 ] |
| Dança no gelo detalhes        | Anjelika Krylova · Oleg Ovsiannikov · Rússia   | Irina Lobacheva · Ilia Averbukh · Rússia | Tatiana Navka · Roman Kostomarov · Rússia   | [ 5 ] |

### NHK Trophy
| Evento                        | Ouro                                           | Prata                                    | Bronze                                           | Ref   |
| Individual masculino detalhes | Evgeny Plushenko · Rússia                      | Takeshi Honda · Japão                    | Li Chengjiang · China                            | [ 6 ] |
| Individual feminino detalhes  | Tatiana Malinina · Uzbequistão                 | Irina Slutskaya · Rússia                 | Fumie Suguri · Japão                             | [ 6 ] |
| Duplas detalhes               | Elena Berezhnaya · Anton Sikharulidze · Rússia | Shen Xue · Zhao Hongbo · China           | Jamie Salé · David Pelletier · Canadá            | [ 6 ] |
| Dança no gelo detalhes        | Marina Anissina · Gwendal Peizerat · França    | Irina Lobacheva · Ilia Averbukh · Rússia | Margarita Drobiazko · Povilas Vanagas · Lituânia | [ 6 ] |

### Final do Grand Prix
| Evento                        | Ouro                                         | Prata                                          | Bronze                                   | Ref   |
| Individual masculino detalhes | Alexei Yagudin · Rússia                      | Alexei Urmanov · Rússia                        | Evgeni Plushenko · Rússia                | [ 7 ] |
| Individual feminino detalhes  | Tatiana Malinina · Uzbequistão               | Maria Butyrskaya · Rússia                      | Irina Slutskaya · Rússia                 | [ 7 ] |
| Duplas detalhes               | Shen Xue · Zhao Hongbo · China               | Elena Berezhnaya · Anton Sikharulidze · Rússia | Maria Petrova · Alexei Tikhonov · Rússia | [ 7 ] |
| Dança no gelo detalhes        | Anjelika Krylova · Oleg Ovsyannikov · Rússia | Marina Anissina · Gwendal Peizerat · França    | Irina Lobacheva · Ilia Averbukh · Rússia | [ 7 ] |

## Qualificação
|  | Patinadores qualificados para a Final do Grand Prix |
|  | Substitutos                                         |

### Individual masculino
| 1  | Evgeny Plushenko     | Rússia         | 24 |
| 1  | Alexei Yagudin       | Rússia         | 24 |
| 3  | Alexei Urmanov       | Rússia         | 19 |
| 4  | Michael Weiss        | Estados Unidos | 18 |
| 5  | Alexander Abt        | Rússia         | 16 |
| 6  | Elvis Stojko         | Canadá         | 14 |
| 7  | Takeshi Honda        | Japão          | 13 |
| 8  | Andrejs Vlascenko    | Alemanha       | 12 |
| 9  | Szabolcs Vidrai      | Hungria        | 11 |
| 10 | Emanuel Sandhu       | Canadá         | 10 |
| 11 | Ivan Dinev           | Bulgária       | 10 |
| 12 | Li Chengjiang        | China          | 7  |
| 13 | Laurent Tobel        | França         | 7  |
| 14 | Evgeny Pliuta        | Ucrânia        | 7  |
| 15 | Dmitry Dmitrenko     | Ucrânia        | 5  |
| 16 | Naoki Shigematsu     | Japão          | 5  |
| 17 | Thierry Cerez        | França         | 4  |
| 18 | Derrick Delmore      | Estados Unidos | 4  |
| 19 | Jean-Francois Hebert | Canadá         | 3  |
| 20 | Sven Meyer           | Alemanha       | 3  |
| 21 | Roman Skorniakov     | Uzbequistão    | 3  |
| 22 | Jason Denommee       | Canadá         | 2  |
| 23 | Stanick Jeannette    | França         | 2  |
| 24 | Seiichi Suzuki       | Japão          | 2  |
| 25 | Michael Hopfes       | Alemanha       | 2  |
| 26 | Robert Grzegorczyk   | Polônia        | 1  |
| 27 | Yamato Tamura        | Japão          | 1  |
| 28 | Jeff Langdon         | Canadá         | 1  |

### Individual feminino
| 1  | Elena Sokolova    | Rússia           | 24 |
| 2  | Maria Butyrskaya  | Rússia           | 24 |
| 3  | Elena Liashenko   | Ucrânia          | 17 |
| 4  | Tatyana Malinina  | Uzbequistão      | 16 |
| 5  | Fumie Suguri      | Japão            | 16 |
| 6  | Irina Slutskaya   | Rússia           | 16 |
| 7  | Nicole Bobek      | Estados Unidos   | 14 |
| 8  | Vanessa Gusmeroli | França           | 11 |
| 9  | Julia Soldatova   | Rússia           | 9  |
| 10 | Yulia Lavrenchuk  | Ucrânia          | 9  |
| 11 | Laetitia Hubert   | França           | 9  |
| 12 | Anna Rechnio      | Polônia          | 8  |
| 13 | Angela Nikodinov  | Estados Unidos   | 7  |
| 14 | Yuka Kanazawa     | Japão            | 5  |
| 15 | Jennifer Robinson | Canadá           | 5  |
| 16 | Amber Corwin      | Estados Unidos   | 5  |
| 17 | Brittney McConn   | Estados Unidos   | 5  |
| 18 | Diana Poth        | Hungria          | 5  |
| 19 | Yulia Vorobieva   | Azerbaijão       | 4  |
| 20 | Alisa Drei        | Finlândia        | 3  |
| 21 | Eva-Maria Fitze   | Alemanha         | 3  |
| 22 | Mojca Kopac       | Eslováquia       | 2  |
| 23 | Veronika Dytrtova | República Tcheca | 2  |
| 24 | Hanae Yokoya      | Japão            | 2  |
| 25 | Andrea Diewald    | Alemanha         | 1  |
| 26 | Shizuka Arakawa   | Japão            | 1  |

### Duplas
| 1  | Elena Berezhnaya / Anton Sikharulidze   | Rússia           | 24 |
| 2  | Maria Petrova / Alexei Tikhonov         | Rússia           | 21 |
| 3  | Shen Xue / Zhao Hongbo                  | China            | 18 |
| 4  | Kyoko Ina / John Zimmerman              | Estados Unidos   | 16 |
| 5  | Sarah Abitbol / Stephane Bernadis       | França           | 15 |
| 6  | Kristy Sargeant / Kris Wirtz            | Canadá           | 14 |
| 7  | Jamie Sale / David Pelletier            | Canadá           | 14 |
| 8  | Marina Eltsova / Andrei Bushkov         | Rússia           | 11 |
| 9  | Danielle Hartsell / Steve Hartsell      | Estados Unidos   | 10 |
| 10 | Peggy Schwarz / Mirko Mueller           | Alemanha         | 9  |
| 11 | Katerina Berankova / Otto Dlabola       | República Tcheca | 8  |
| 12 | Victoria Maxiuta / Vladislav Zhovnirsky | Rússia           | 7  |
| 13 | Tiffany Stiegler / Johnnie Stiegler     | Estados Unidos   | 7  |
| 14 | Valerie Saurette / J-S Fecteau          | Canadá           | 7  |
| 14 | Tatiana Totmianina / Maxim Marinin      | Rússia           | 7  |
| 16 | Dorota Zagorska / Mariusz Siudek        | Polônia          | 5  |
| 17 | M-C Savard-Gagnon / Luc Bradet          | Canadá           | 4  |
| 18 | Mariana Kautz / Norman Jeschke          | Alemanha         | 3  |
| 19 | Marina Khalturina / Andrei Kroukov      | Cazaquistão      | 3  |

### Dança no gelo
| 1  | Marina Anissina / Gwendal Peizerat      | França         | 24 |
| 1  | Anjelika Krylova / Oleg Ovsiannikov     | Rússia         | 24 |
| 3  | Shae-Lynn Bourne / Victor Kraatz        | Canadá         | 21 |
| 4  | Irina Lobacheva / Ilia Averbukh         | Rússia         | 18 |
| 5  | Barbara Fusar-Poli / Maurizio Margaglio | Itália         | 16 |
| 5  | Margarita Drobiazko / Povilas Vanagas   | Lituânia       | 16 |
| 7  | Sylwia Nowak / Sebastian Kolasinski     | Polônia        | 12 |
| 8  | Kati Winkler / Rene Lohse               | Alemanha       | 12 |
| 9  | Tatiana Navka / Roman Kostomarov        | Rússia         | 11 |
| 10 | Elena Grushina / Ruslan Goncharov       | Ucrânia        | 10 |
| 11 | Anna Semenovich / Vladimir Fedorov      | Rússia         | 10 |
| 12 | Galit Chait / Sergey Sakhnovsky         | Israel         | 8  |
| 13 | Naomi Lang / Peter Tchernyshev          | Estados Unidos | 8  |
| 14 | Albena Denkova / Maxim Staviyski        | Bulgária       | 7  |
| 15 | Chantal Lefebvre / Michel Brunet        | Canadá         | 6  |
| 16 | Olga Sharutenko / Dmitri Naumkin        | Rússia         | 5  |
| 17 | Marie-France Dubreuil / Patrice Lauzon  | Canadá         | 4  |
| 18 | Isabelle Delobel / Olivier Schoenfelder | França         | 4  |
| 19 | Eve Chalom / Mathew Gates               | Estados Unidos | 4  |
| 20 | Megan Wing / Aaron Lowe                 | Canadá         | 3  |
| 21 | Dominique Deniaud / Martial Jaffredo    | França         | 2  |
| 22 | Eliane Hugentobler / Daniel Hugentobler | Suíça          | 1  |
| 23 | Angelika Fuehring / Bruno Ellinger      | Áustria        | 1  |
| 24 | Stephanie Rauer / Thomas Rauer          | Alemanha       | 1  |
| 24 | Debbie Koegei / Oleg Fediukov           | Estados Unidos | 1  |
| 26 | Charlotte Clements / Gary Shortland     | Reino Unido    | 1  |